# George Washington (wynalazca)
George Constant Louis Washington (ur. 20 maja 1871, zm. 29 marca 1946) – amerykański wynalazca i przedsiębiorca angielsko-belgijskiego pochodzenia. Znany jest z wynalezienia procesu produkcji kawy rozpuszczalnej i firmy, którą założył w celu jej masowej produkcji G. Washington Coffee Company.
Jako emigrant z  Belgii, przybył do Nowego Jorku w 1897 roku i zajmował się wieloma dziedzinami technicznymi, zanim wymyślił sposób masowej produkcji kawy rozpuszczalnej podczas pobytu w Ameryce Środkowej w 1906 lub 1907 roku. Zaczął sprzedawać swoją kawę w 1909 roku, a rok później założył firmę, która ją produkowała z siedzibami w Nowym Jorku i New Jersey. Jego firma stała się ważnym dostawcą dla wojska w trakcie I wojny światowej. Produkty firmy były reklamowane w nowojorskich gazetach i w radiu. Sukces firmy uczynił Washingtona bogatym. Mieszkał on wraz z rodziną w domu w Brooklynie, a następnie w 1927 roku przeniósł się do zamiejskiej posiadłości w New Jersey. W tym samym roku przegrał w sporze z władzami podatkowymi. Washington był żonaty i miał trójkę dzieci.
Firma Washingtona została sprzedana w 1943 roku firmie American Home Products, na krótko przed jego śmiercią. Choć produkcja jego marki kawy została przerwana w 1961 roku, jej nazwa jest używana po dziś dzień w produkcie G. Washington’s Seasoning & Broth.

## Dzieciństwo i młodość

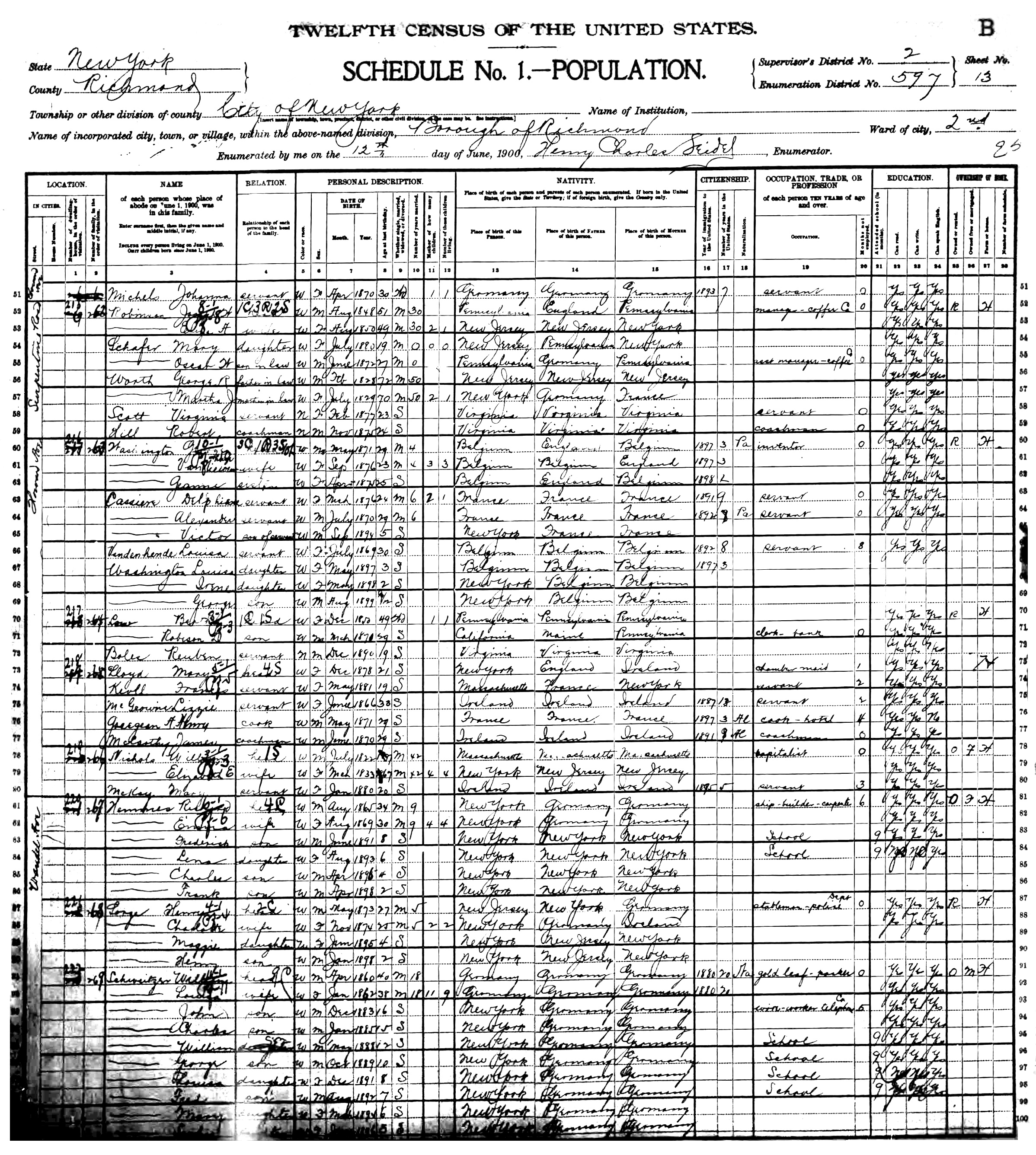
Spis ludności Stanów Zjednoczonych z 1900 roku

George Washington urodził się 20 maja 1871 roku w Kortrijk w Belgii jako syn Jeana Guillaume Washingtona (John William Washington) z Anglii i Marii Luisy Tant z Belgii. Zgodnie z obowiązującym ówcześnie prawem, które uznawało pierwszeństwo ojcostwa, Washington był Brytyjczykiem aż do naturalizacji na Amerykanina w 1918 roku. Co najmniej sześcioro rodzeństwa z tej rodziny również osiedliło się w różnych częściach Stanów Zjednoczonych i Ameryki Środkowej. Wiele wskazuje na pokrewieństwo tej rodziny z prezydentem USA George’em Washingtonem, ale nie jest to do końca wyjaśnione.
Washington zamieszkał w Brukseli, a także zdobył doktorat z chemii na uniwersytecie w Bonn w Niemczech. W grudniu 1895 roku Washington poślubił Angeline Céline Virginie van Nieuwenhuyse (ur. 1876), także z Belgii. Spis ludności USA z 1900 pokazuje, że Lina, tak jak i jej mąż, była angielskiego i belgijskiego pochodzenia (ojciec Belg i matka Angielka). Rodzina Washingtonów przybyła statkiem z Antwerpii na wyspę Ellis 6 października, 1896, choć w spisie ludności USA z 1900 roku jest odnotowane, że wyemigrowali do USA w 1897 roku. Washingtonowie osiedlili się w jednej z dzielnic Nowego Jorku, gdzie urodziło się im troje dzieci: Louise Washington (ur. w maju 1897), Irene Washington (ur. w maju 1898) i George Washington Jr. (ur. 1899 roku).
Po przybyciu do Nowego Jorku, Washington założył firmę produkującą koszulki żarowe. W tym czasie wraz z rodziną mieszkał w New Brighton na wyspie Staten, ale jego firma George Washington Lighting Company znajdowała się w sąsiednim mieście Jersey City. Biznes ten został porzucony w związku z rozwojem technologii żarówek. Washington był również przez pewien czas właścicielem firmy z branży aparatów fotograficznych. Podczas spisu ludności USA z 1900 roku, Washington został spisany jako wynalazca, miał 29 lat i mieszkał w wynajętym mieszkaniu w Brooklynie wraz z jego 23-letnią żoną, ich trójką dzieci, jego młodszą siostra (25 lat), trojgiem służących, i dzieckiem dwojga z tych służących.
Waszyngton próbował swoich sił w hodowli bydła w Gwatemali w 1906 roku lub 1907 i w tym samym czasie rozwijał swój sposób produkcji kawy rozpuszczalnej. Waszyngton wrócił do Nowego Jorku po około roku spędzonym w Gwatemali, a następnie zaczął prowadzi swoją karierę w produkcji kawy. Jego ojciec pozostał w Gwatemali i tam zmarł w 1912 roku.

## Życie prywatne
Po założeniu kawowego biznesu, Washingtonowie mieszkali w rezydencji w Park Slope, zajmującej połowę kwartału na 47 Prospekt Park West w Brooklinie, a także w domu z osiemnastoma sypialniami, później znanym jako Washington Lodge, na terenie 40-akrowej nadmorskiej nieruchomości na 287 South Country Road w Bellford w Suffolk County, w którym znajdował się ówcześnie największy betonowy basen w stanie Nowy Jork. Washington sprzedał te domy w 1926–1927 roku (w cenie, według doniesień, ponad miliona dolarów) grupie zamożnych ludzi z Brooklynu, którzy dążyli do utworzenia w obu obiektach „Park and Shore Club”. W końcu jednak rezydencja Park Slope została zamieniona w pięciopiętrowy budynek mieszkalny na 44 Prospect Park West, a posiadłość Bellport była przez większą część swojej historii używana przez lokalnych marystów jako letnia rezydencja, aż do niedawnego podziału przez konserwatora zabytków dla organizacji nonprofit i mieszkanki Bellport Isabelli Rossellini; Washington Lodge nadal stoi, choć jego przyszłość pozostaje niepewna.
Wraz z przeprowadzką jego firmy do New Jersey, po zakupie tam ziemi w 1927 roku, przeniósł się do dawnego majątku gubernatora Franklina Murphy’ego we Franklin Farms w Mendham. Washington był miłośnikiem egzotycznych zwierząt, a także ogrodnictwa. Utrzymywał rozległe menażerie na swoich wiejskich nieruchomościach, najpierw w Belloport, a później w Mendham. Na Long Island często był widziany z ptakiem lub małpą na ramieniu. W swoich menażeriach specjalizował się w rzadkich ptakach, ale także utrzymywał zwierzęta takie jak jelenie, owce, kozy i antylopy w Bellport oraz jelenie, lamy i zebry wśród setek innych zwierząt w większej przestrzeni w Mendham. Był członkiem Lotos Club, literackiego klubu w Nowym Jorku.
Nazwisko Washingtona (z partii „American Party”) zostało na krótko wysunięte podczas wyborów prezydenckich w Dakocie Południowej w czasie wyborów wstępnych, ale dokumenty zostały złożone zbyt późno, aby być ważne. Nie ma żadnych przesłanek za tym, że była to poważna kandydatura. George Washington nie spełniałby warunków kandydowania, gdyż był obcego pochodzenia. Było kilka „American Party” w historii – nie jest jasne, czy nie była to po prostu satyra jakiegoś tak nazwanego ruchu w tym czasie.

## Wynalazek i biznes

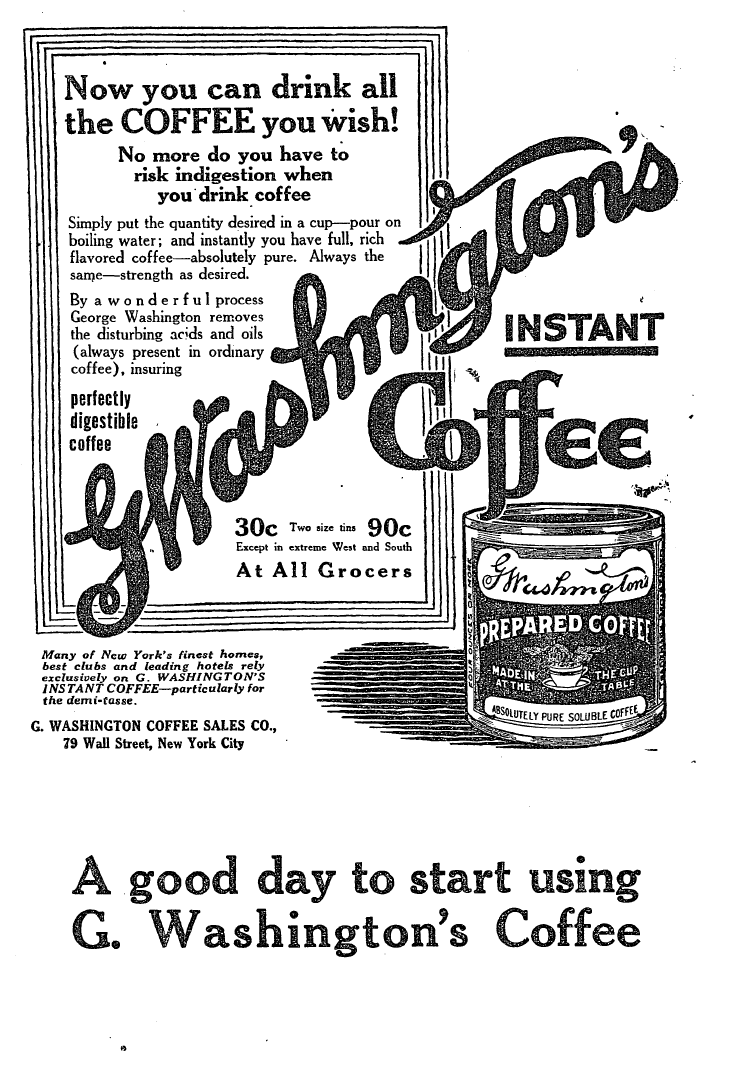
Reklama sprzed I wojny światowej G. Washington Coffee. Ogłoszenie z New York Times, 23 lutego 1914.

George Washington miał ponad dwa tuziny patentów w dziedzinie lamp naftowych, aparatów fotograficznych i przetwórstwa żywności. Nie był pierwszym, który wymyślił proces produkcji kawy rozpuszczalnej. David Strang z Nowej Zelandii otrzymał w 1890 roku patent dotyczący kawy rozpuszczalnej i sprzedawał ją pod nazwą Strang Coffee. Satori Kato również wyprzedził Washingtona, ale to wynalazek Washingtona był pierwszą próbą, która doprowadziła do masowej produkcji przemysłowej. Istnieją pewne przypuszczenia, że inspiracją dla Washingtona był wysuszony proszek na skraju srebrnego dzbanka w Gwatemali. Federico Lehnhoff Wilde, niemiecko-gwatemalski lekarz, razem z Eduardo T. Cabarrusem, opracował również proces produkcji kawy rozpuszczalnej mniej więcej w tym czasie i sprzedawał ją w Europie. Jako że Wilde był osobistym lekarzem Washingtona, istnieją przypuszczenia, że ich prace nie były niezależne.
Od 1909 roku towar Washingtona sprzedawał się jako Red E Coffee (gra słów od „ready” w j. ang. „gotowy”), a w 1910 roku została założona firma G. Washington Coffee Refining Company. Pierwszy zakład Washingtona znajdował się pod adresem 147 41st Street w kompleksie przemysłowym Bush Terminal w Brooklinie. Następnie firma przeniosła się do New Jersey, gdzie zakupiła ziemię pod nowy zakład na 45 East Hanover Avenue w Morris Plains w 1927 roku.

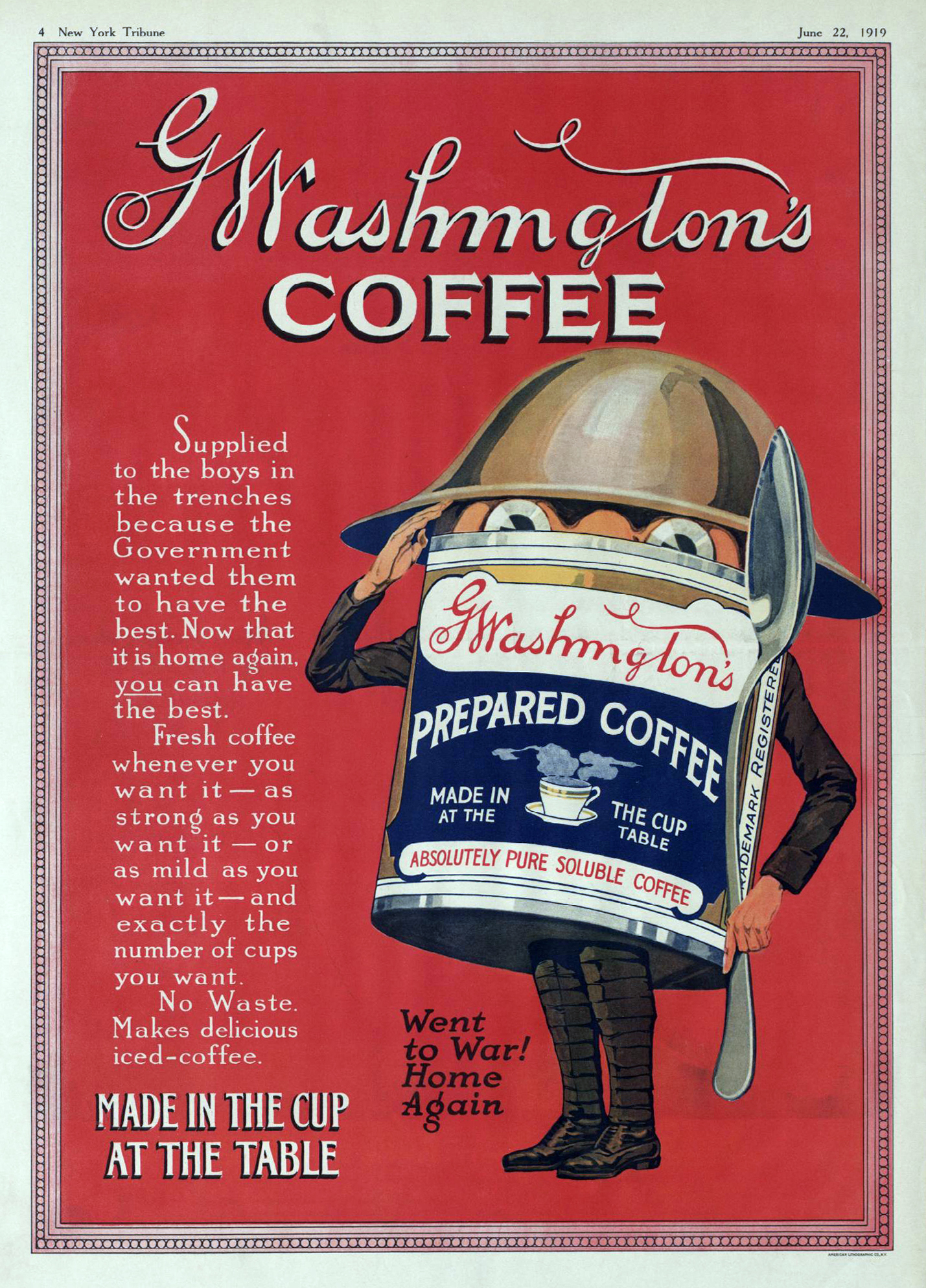
Reklama z New York Tribune, 22 czerwca 1919

Reklama produktu podkreślała jego rzekomą wygodę, nowoczesność i czystość. Twierdzono, że rozpuszczalna kawa jest lepsza na trawienie, a nawet, że nie pobudza tak mocno jak kawa ze zmielonych ziaren (bezpośredni efekt kofeiny obecny jest w obu formach). Po zakończeniu I wojny światowej, amerykańska armia stała się jeszcze jednym rynkiem zbytu. Innym sposobem promocji kawy było sponsorowanie radiowej audycji Przygody Sherlocka Holmesa na NBC od 1930 do 1935 roku, która zaczynała się od doktora Watsona witającego słuchaczy, który mówił „Płonący ogień i filiżanka G. Washingtona przyrządzona”. Firma sponsorowała też O’Henry Stories (1932, NBC Blue), Profesor Quiz (1936, CBS), Uncle Jim's Question Bee (1936–39, NBC Blue) i Suprise Party (1946–47, CBS).
Kawa rozpuszczalna była też uważana za produkt niskiej jakości, o nieprzyjemnym smaku i raczej jako dość nowatorska rzecz.
Washington doświadczył pewnych problemów podatkowych z władzami federalnymi, dotyczących relacji finansowych między nim i jego firmą. W listopadzie 1918 r. zawarł umowę z firmą o korzystaniu z jego tajemnic handlowych w produkcji kawy, a po miesiącu oddał cztery piąte udziału w firmie swojej najbliższej rodzinie. Washingtonowie upierali się przy tym, że podatki nie muszą być płacone od dochodu członków rodziny i sprawa trafiła najpierw do urzędu odwoławczego od decyzji organów podatkowych, a następnie do sądu apelacyjnego, który w 1927 roku orzekł w sposób niekorzystny dla Washingtonów. Wniosek do Sądu Najwyższego nie został zaakceptowany.
Syn Washingtona, George Washington Jr., służył w tym czasie jako skarbnik swojego ojca i tak jak jego ojciec, interesował się wynalazczością, patentując powszechnie używany w druku gazet proces fotograwitury, który został wprowadzony przez Fairchild Camera and Instrument w 1948 roku.

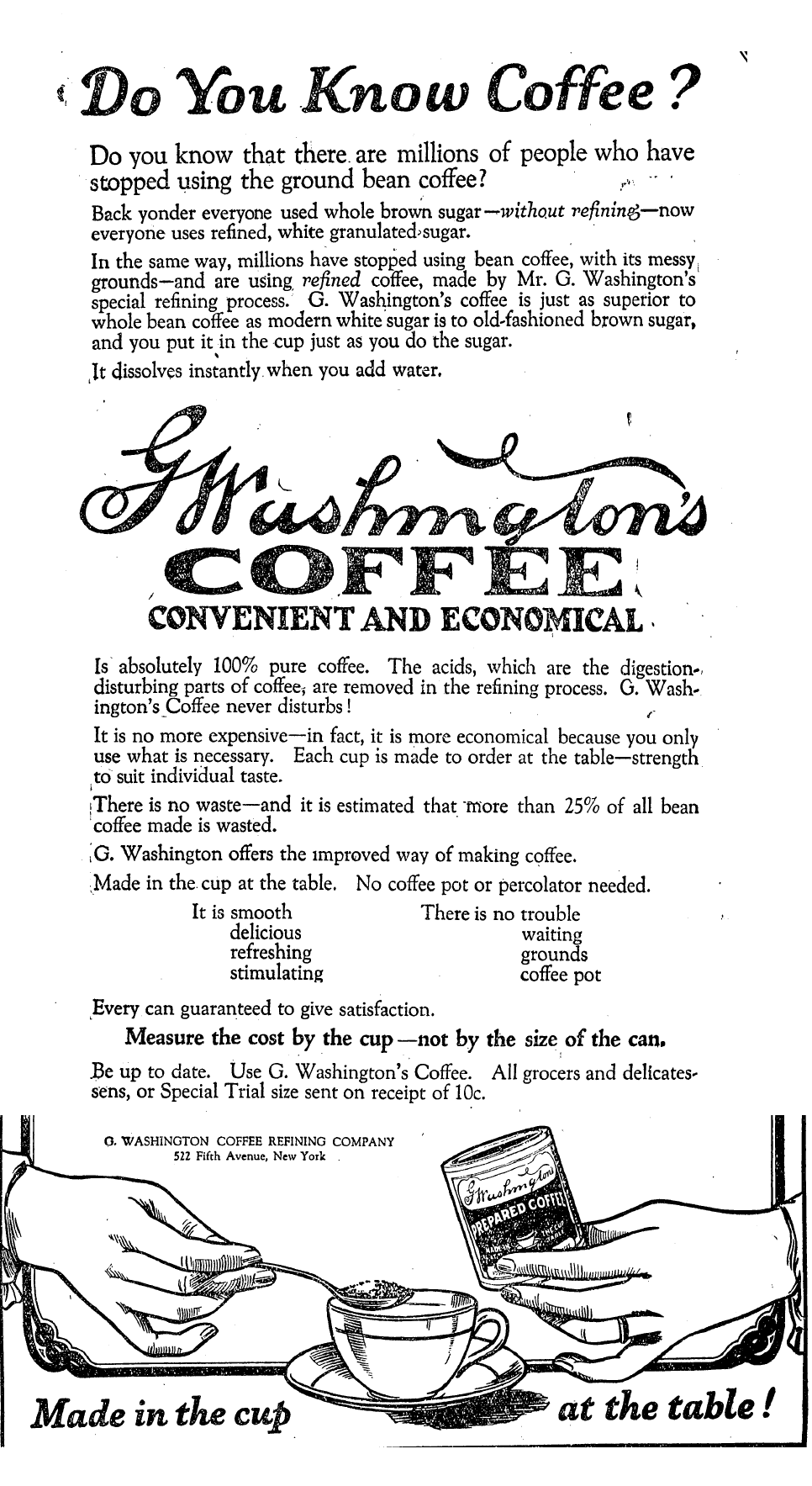
Reklama kawy Washingtona, która obrazuje różnicę między kawą tradycyjną, a rozpuszczalną jak między cukrem brązowym i oczyszczonym, białym.

## Kontrakty wojskowe
Unikalny w tym czasie, produkt Washingtona znalazł użycie w racjach żywnościowych w czasie I wojny światowej. Spożycie kawy na polu bitwy było ważne, gdyż dawała ona żołnierzom zastrzyk kofeiny. E.F. Holbrook, szef „kawowego” działu Wydziału Zaopatrzenia Departamentu Wojny USA uważał też, że to ważna pomoc w leczeniu skutków działania iperytu. Był zatrudniony w kanadyjskim korpusie ekspedycyjnym od 1914, aż amerykański korpus ekspedycyjny dołączył do wojny w 1917 roku, a cała produkcja została przesunięta w kierunku amerykańskiego zużycia wojennego. Pojawili się nowi, mniejsi producenci, aby zaspokoić niesamowity poziom popytu ze strony armii, który w ostatnim okresie wojny był sześć razy wyższy niż podaż.
Kawa rozpuszczalna osiągnęła popularność wśród żołnierzy, którzy nazywali ją „szklanką George’a” (ang. a cup of George). Główną zaletą był impuls kofeiny, a nie smak. Czasem pijano ją również na zimno.

Jestem bardzo szczęśliwy, pomimo szczurów, deszczu, błota, przeciągów, ryku dział i huku pocisków. To zajmuje tylko minutę, aby rozpalić mój olejowy grzejnik i zrobić trochę kawy George’a Washingtona... Każdej nocy ofiaruję specjalną modlitwę za zdrowie i pomyślność Pana Washingtona.

Amerykańskie racje żywnościowe w czasie pierwszej wojny światowej zawierały podwójny pakiet kawy o masie ćwierć uncji (7 g), pakowany po jednym na osobę w pojemnikach z wieloma rodzajami produktów przeznaczonych dla dwudziestu czterech mężczyzn. Kawa rozpuszczalna znajdowała się również w racjach awaryjnych i okopowych. Podczas II wojny światowej, wojsko USA ponownie oparło się na produkcie Washingtona, ale tym razem na równych prawach z innymi dużymi markami kawy rozpuszczalnej, które pojawiły się w okresie międzywojennym, zwłaszcza Nescafé, a także nowymi firmami, które pojawiły się, aby zaspokoić wojskowy popyt.

## Końcowe lata
G. Washington Coffee Refining Company została zakupiona przez American Home Products w 1943 roku, a George Washington przeszedł na emeryturę. Nabycie przedsiębiorstwa, które w większości należało do rodziny, w zamian za 29,860 akcji (ok. 1,7 mln dolarów) American Home Products nastąpiło w czasie, gdy przedsiębiorstwo to było w okresie intensywnych zakupów – zakupiło 34 firmy w ciągu ośmiu lat. Clarence Mark, dyrektor generalny G. Washington Coffee Refining Company, zastąpił Washingtona w zarządzaniu firmą.
W swoich ostatnich latach Washington sprzedał Franklin Farms i mieszkał w domu na New Vernon Road w Mendham.
Zmarł trzy lata po tym, jak jego firma została sprzedana 29 marca 1946 r. w Mendham po chorobie, w wieku 74 lat. Jego pogrzeb odbył się trzy dni później.

## Dziedzictwo
Produkcja marki kawy G. Washington została przerwana w 1961 roku, gdy zakład w New Jersey został sprzedany firmie Tenko, która następnie została częścią koncernu Coca-Cola. Ostatnia pozostałość marki przetrwała w G. Washington’s Seasoning & Broth, innym produkcie rozwijanym od 1938 roku. Ta marka została sprzedana przez American Home Products w 2000 roku, po przejściu przez kilku pośredników, została uruchomiona przez Homestat Farm, Ltd. w 2001 roku.